# Shispare
El Shispare (en urdu: شیسپیئر) es uno de los picos altos de la subcordillera Batura Muztagh, la parte más occidental de la cordillera del Karakórum, en la región de Gilgit-Baltistán, Pakistán. Otros nombres de este pico son Shispare Sar, Shisparé Sari "Fiak Ting" (فیاک ٹنگ) o Tegh Sar (تیغ سر).

## Ubicación
El Shispare se encuentra al este de la pared de Batura, que es la parte más alta de la Batura Muztagh. El río Hunza se curva desde los lados suroeste, oeste, y noroeste de la Batura Muztagh, y el Shispare se eleva por encima de la orilla occidental del río. A su vez, el valle de Hunza se encuentra en el Distrito Gilgit, en Gilgit-Baltistán, Pakistán.

## Características notables
El Shispare destaca por su gran aumento sobre el terreno local. Por ejemplo, la ciudad cercana de Karimabad, en el valle de Hunza, tiene una elevación de 2060 m, alcanzando un relieve de 5550 m en tan solo 13 km de distancia horizontal. Al estar cerca del final de la Batura Muztagh, domina largas bajadas en tres direcciones (norte, este, y sur).
Además, el Shispare tiene una cara Noreste sorprendentemente grande y empinada.

## Historia
Su historial de ascensos comenzó más tarde que en otras partes del Karakórum. El Shispare fue el primer pico mayor en la cordillera en ser escalado exitosamente en 1974, por la Expedición Académica Polaco-Alemana, bajo el liderazgo de Janusz Kurczab. El ascenso les tomó 35 días, y durante los preparativos de un segundo equipo para atacar la cima, el miembro de la expedición, Heinz Borchers, murió durante una avalancha.
La primera ruta de ascenso fue a través del glaciar de Pasu a la arista Este, entre el Pasu y el glaciar de Ghulkin. Esta arista va del sudeste de la cumbre, gira al noreste, y luego gira bruscamente al este, por eso es llamada «arista Sudeste», y «arista Noreste» en distintas fuentes. Los peligros de esta ruta incluyen una larga arista de hielo, y se necesitan 1500 m de cuerdas fijas para acceder a la arista.
El siguiente intento fue en 1989 por los miembros del Club Alpino de la Universidad de Ryukoku de Japón, liderados por Masato Okamoto. El grupo estuvo en la montaña por casi dos meses, pero no pudieron hacer cumbre; el punto más alto que alcanzaron estuvo cerca de los 7200 m.
En 1994, un grupo del Club Alpino Komono de Japón, liderados por Yukiteru Masui, lograron el segundo ascenso al pico. Alcanzaron el campamento base el 18 de junio, y Masui, Kokubu y Ozawa alcanzaron la cumbre el 20 de julio. Siguieron la misma ruta del primer equipo de ascenso y escalaron con un estilo similar, usando casi la misma cantidad de cuerdas fijas.
El Himalayan Index no documenta otros intentos o ascensos a la cumbre de este pico.

## Escalada
La primera (y segunda) ruta de ascenso está descrita arriba. Parece que cualquier otra ruta de ascenso podría conllevar (al menos) peligros similares, convirtiendo a este pico en un reto muy difícil.

## Libros, folletos, y mapas sobre Shispare
- High Asia: An Illustrated History of the 7000 Metre Peaks by Jill Neate, ISBN 0-89886-238-8
- Batura Mustagh (sketch map and pamphlet) by Jerzy Wala, 1988.
- Orographical Sketch Map of the Karakoram by Jerzy Wala, 1990. Published by the Swiss Foundation for Alpine Research.

## Otras referencias
- American Alpine Journal, 1975, pp. 215–216
- American Alpine Journal, 1990, pp. 294–295
- American Alpine Journal, 1995, pp. 295–296